# Vyšná Slaná
Vyšná Slaná (in ungherese Felsősajó, in tedesco Ober-Salz) è un comune della Slovacchia facente parte del distretto di Rožňava, nella regione di Košice.